# کینگزوود، ساری
کینگزوود (به انگلیسی: Kingswood) یک روستا در بریتانیا است که در ساری واقع شده‌است. کینگزوود ۶٬۸۹۱ نفر جمعیت دارد.